# Ghềnh

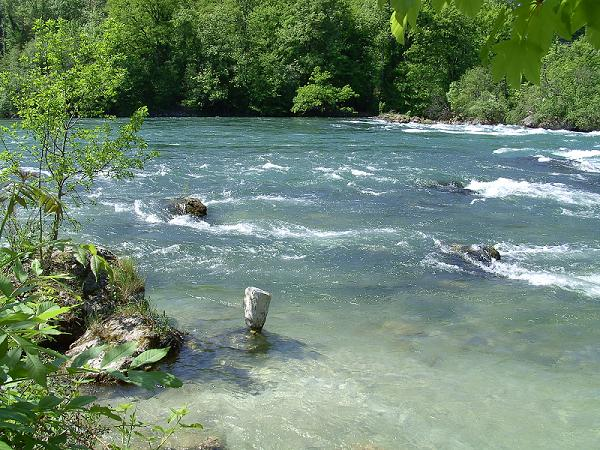
Ghềnh sủi bọt, gần thác Rhein.

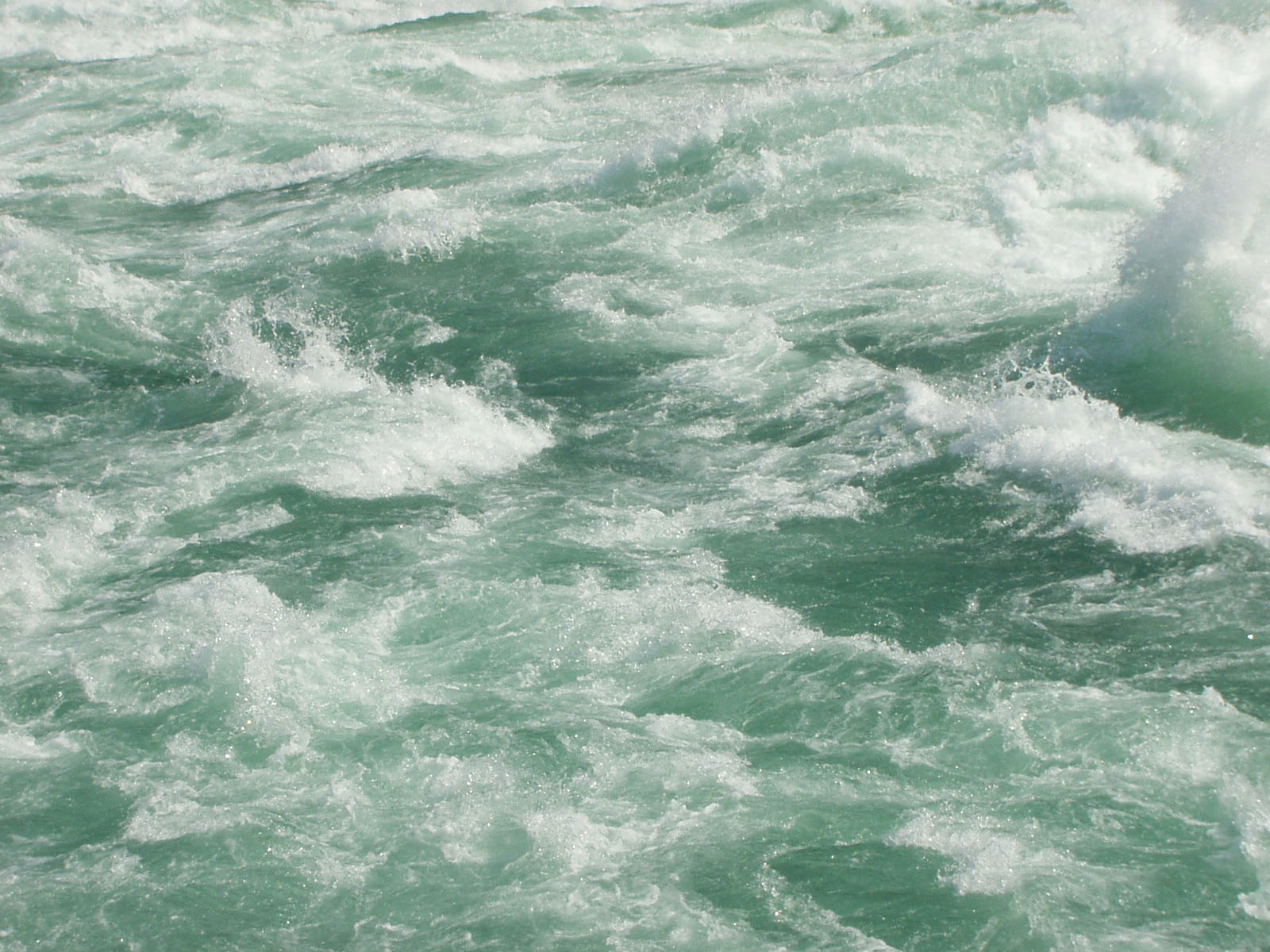
Nước chảy xiết phía dưới thác Niagara.

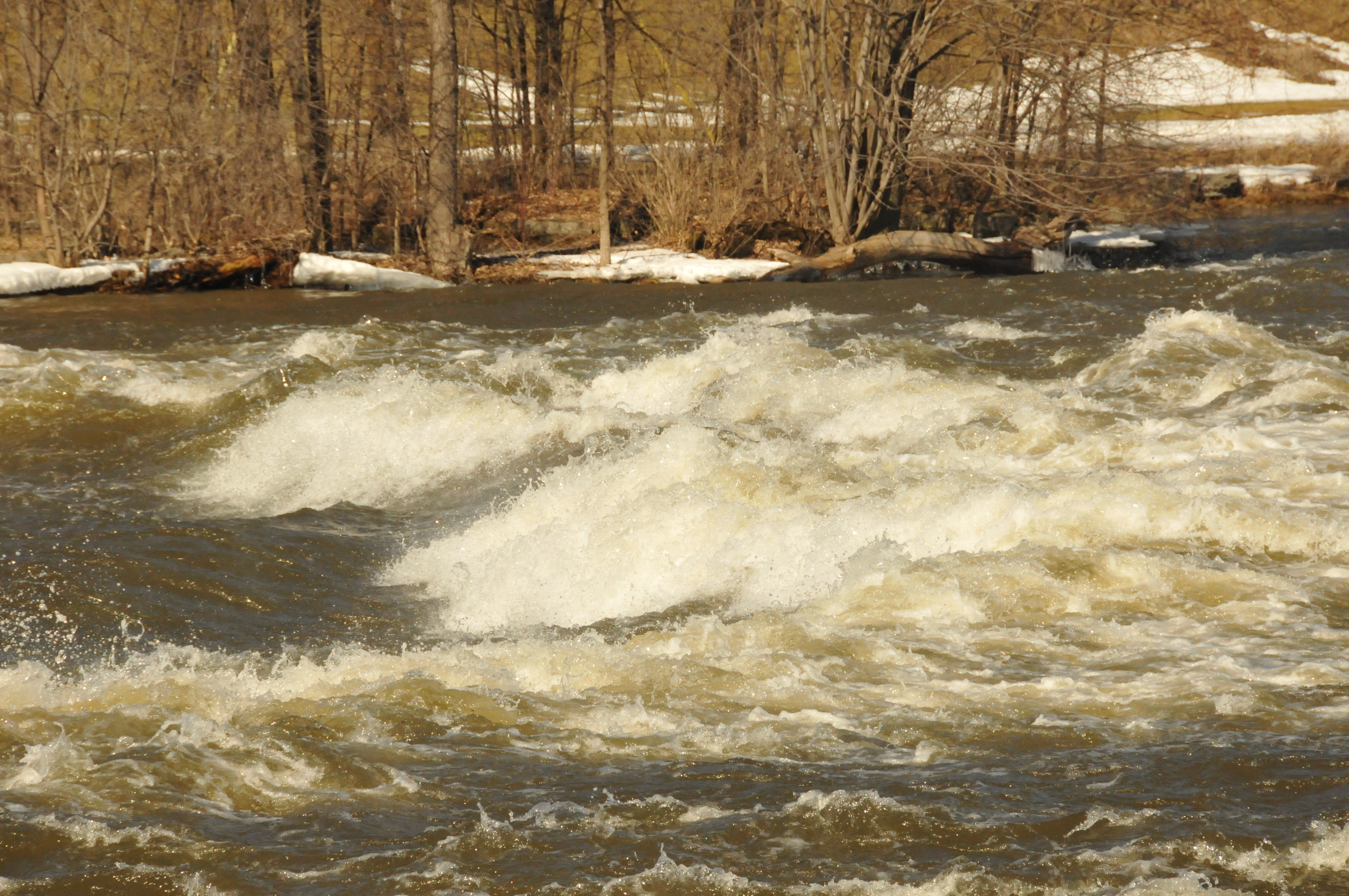
Ghềnh trên sông Mississippi ở Pakenham, Ontario, Canada.

Ghềnh là tên gọi để chỉ một đoạn của dòng sông, nơi đáy sông có độ dốc tương đối cao, làm tăng vận tốc dòng chảy và sự nhiễu loạn.
Ghềnh là một đặc trưng thủy văn nằm giữa một dòng chảy êm ả (phần nước chảy lững lờ) và một thác nước. Ghềnh có đặc trưng là lòng sông trở nên nông hơn với một số tảng đá lộ trên bề mặt dòng chảy. Khi dòng nước xiết chảy tràn qua và xung quanh các tảng đá, bọt khí hòa lẫn với nước và một số phần của bề mặt có màu trắng, gọi là "nước sủi bọt". Ghềnh xuất hiện ở những nơi mà vật liệu lòng sông suối có khả năng chống lại sự xói mòn của dòng chảy so với đoạn lòng sông/suối phía dưới ghềnh. Các sông suối rất trẻ chảy qua đá rắn có thể có rất nhiều ghềnh trên phần lớn chiều dài của chúng. Ghềnh tạo ra sự thông khí cho sông suối, làm cho chất lượng nước tốt hơn.
Ghềnh được phân loại thành các cấp, thường từ I đến VI. Các ghềnh cấp 5 có thể được phân loại theo các cấp phụ từ 5.1 đến 5.9. Trong khi ghềnh thuộc cấp I rất dễ đi qua và đòi hỏi ít sự cơ động thì ghềnh cấp VI gây ra sự đe dọa đến tính mạng với rất ít hoặc không có cơ hội giải cứu. Các môn thể thao chèo bè mảng trên sông được thực hiện ở những nơi có nhiều ghềnh trong dòng chảy.